# Сату Ноу (Ђурђу)
Ново село (рум. Satu Nou) насеље је у Румунији у округу Ђурђу у општини Расучени. Oпштина се налази на надморској висини од 88 m.

## Становништво
Према подацима из 2002. године у насељу је живело 110 становника, од којих су сви румунске националности.